# Carlo Di Rudio
Carlo Camillo Di Rudio, anglicizzato in Charles DeRudio (Belluno, 26 agosto 1832 – Pasadena, 1º novembre 1910), è stato un patriota e militare italiano naturalizzato statunitense, noto per avere partecipato al fallito attentato a Napoleone III e per aver combattuto nella battaglia del Little Bighorn.

## Biografia

### Origini e formazione
Il conte Carlo Camillo Di Rudio nacque a Belluno in una famiglia di nobili: il padre era il conte Ercole Placido e la madre la contessa Elisabetta de Domini. Detto "Moretto" per i suoi capelli neri corvini, assieme al fratello Achille, fu avviato, appena quindicenne, alla carriera militare presso il Collegio militare di San Luca di Milano, l'odierna Scuola militare "Teulié". Nel 1848 fu coinvolto nei moti lombardi delle cinque giornate di Milano e uccise, sempre con il fratello, un soldato austriaco croato responsabile di uno stupro e del conseguente assassinio di due donne. Trasferito a Graz, ritornò clandestinamente, accompagnato dal fratello Achille, a Belluno. Abbracciando gli ideali mazziniani, accorse generosamente alla difesa di Venezia seguendo il patriota compaesano Pier Fortunato Calvi. Fu sulle barricate di Venezia che Achille trovò la morte a causa di una infezione colerica.
Sfuggito alla polizia austriaca, Carlo di Rudio riparò a Roma in difesa della giovane Repubblica. Qui conobbe Garibaldi, Mazzini, i fratelli Emilio e Enrico Dandolo, Aurelio Saffi, Goffredo Mameli e Nino Bixio. Con Venezia occupata dall'esercito austriaco e Garibaldi esule negli Stati Uniti d'America a New York, anche Di Rudio, ormai perennemente braccato dalla giustizia di Vienna, riparò in Francia, ove nel dicembre del 1851, a Parigi, si schierò coi Giacobini che si opponevano al colpo di stato di Napoleone III di Francia. Nello stesso anno partecipò all'insurrezione mazziniana del Cadore: lo stesso padre Ercole Placido e la sorella maggiore Luigia furono arrestati e incarcerati a Mantova.
Nel 1857 si trasferì a Genova, cercando un imbarco per l'America del Nord. Naufrago, fu costretto a riparare in Spagna, in Francia, Svizzera, Piemonte (ove incontrò i propri genitori) e, infine, nel Regno Unito. Qui conobbe la sua futura moglie, la quindicenne Eliza Booth, e per un certo periodo il patriota dall'animo irrequieto ebbe una vita tranquilla, dedita tutta alla famiglia seppur continuamente angustiata da problemi economici. Per sbarcare il lunario, Di Rudio lavorò per qualche tempo come giardiniere al servizio di Luigi Pianciani, un noto filantropo amico di Victor Hugo e costantemente in contatto con Giuseppe Mazzini.

### L'attentato a Napoleone III e la condanna all'ergastolo

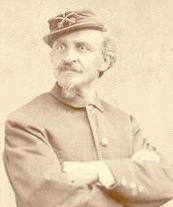
Il capitano Carlo di Rudio

Lo spirito rivoluzionario non tardò ad avere il sopravvento sulla quotidianità di una vita anonima. Così, quando si presentò la prima occasione per entrare nuovamente in azione, Di Rudio si trovò subito pronto.
Partecipò allo sciagurato piano progettato da Felice Orsini per assassinare l'imperatore Napoleone III di Francia, ritenuto colpevole del fallimento dei moti italiani del 1848-49. Il 14 gennaio 1858, alle 8 e mezza di sera, in rue Lepelletier, nei pressi del teatro dell'Opéra national de Paris, tre bombe furono lanciate contro il corteo imperiale che lasciarono però completamente illeso Napoleone III (subì solo una piccola ferita alla guancia) e l'imperatrice Eugenia, ma causarono invece otto morti e ben 156 feriti tra la folla assiepata ai bordi della strada.
Fallito l'attentato, Di Rudio fu catturato la sera stessa e processato nel mese di febbraio con tutti gli altri congiurati italiani: Giovanni Andrea Pieri (1808-1858) di Lucca, Antonio Gomez di Napoli e naturalmente l'Orsini. Un altro congiurato, il francese Simone Francesco Bernard riuscì invece a sfuggire alla cattura.

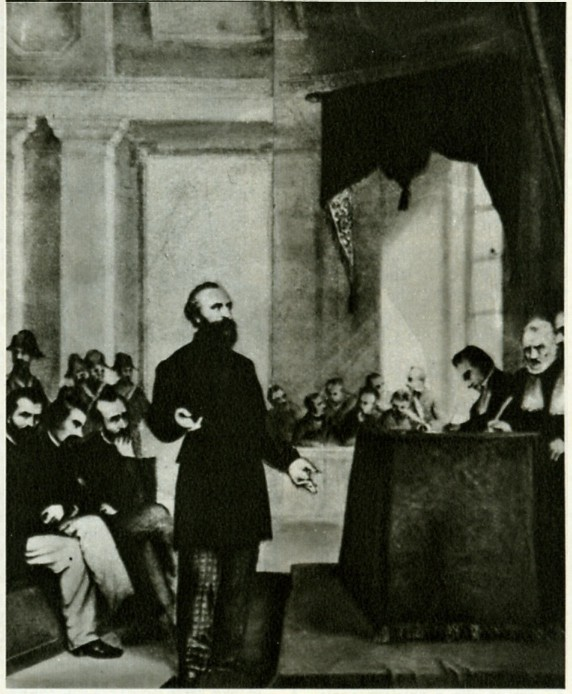
Felice Orsini di fronte ai giudici nel febbraio 1858. Alle spalle seduti, da sinistra, i complici: di Rudio, Gomez e Pieri

Orsini e Pieri, ritenuti colpevoli, furono condannati a morte e giustiziati il 13 marzo, mentre Di Rudio, condannato a morte in un primo tempo, riuscì grazie all'abilità del suo avvocato, all'influenza del suocero inglese e soprattutto all'indulgenza dell'imperatore a sfuggire alla ghigliottina, rimediando però, nel dicembre 1858, una condanna all'ergastolo nella colonia penale della malfamata Isola del Diavolo nella Caienna della Guyana francese.

### La detenzione in Caienna
Carlo Di Rudio giunto alla Caienna meditò costantemente su come fuggire al più presto da quell'inferno tropicale. Considerato un sovversivo politico anche dai compagni di reclusione, dovette rispondere con coraggio e forza fisica alle continue provocazioni degli ergastolani francesi.
Nonostante tutto, Di Rudio riuscì a trovare degli alleati disposti a partecipare al suo tentativo di fuga. Fallito un primo tentativo, dopo mesi e mesi di ulteriori preparativi segreti, la fuga riuscì nel 1859, suscitando un clamore eccezionale in tutte le terre coloniali francesi.
I fuggiaschi raggiunsero, dopo innumerevoli peripezie, il territorio della colonia del Regno Unito Guyana, trovandovi funzionari ben lieti di nasconderli alle pressanti richieste francesi (molti deportati infatti erano condannati politici, invisi alla monarchia francese, ma non alla corona del Regno Unito). Da qui si imbarcò per il Regno Unito, riabbracciando nuovamente la famiglia nell'anno 1860.

### L'emigrazione negli USA
Nel Regno Unito, costantemente afflitto da problemi economici, il giovane Di Rudio avrebbe voluto partecipare ai moti del Risorgimento italiano ma, braccato dalla polizia francese e da quella austriaca, privo di un futuro nel Regno Unito, consigliato dagli amici più fidati e con in tasca una raccomandazione di Giuseppe Mazzini, preferì emigrare con la famiglia negli Stati Uniti d'America.
Sbarcato a New York, anglicizzò il suo nome in Charles DeRudio e nel 1861 trovò presto impiego nell'esercito federale statunitense impegnato nella guerra civile. Come semplice volontario, sostituto di un giovane ricco statunitense, fu arruolato nel 79th New York Volunteer Infantry. Si mise ben presto in luce presso i suoi superiori, a tal punto che meritò i gradi di sottotenente di una compagnia del 2º USCT, composta essenzialmente da soldati di origine afroamericana, impegnata con compiti di polizia militare in Florida.
Terminata la guerra nel 1865 e ancora una volta raccomandato da influenti amici repubblicani (i soli a conoscere il suo vero passato), Carlo Di Rudio fu incorporato nei ranghi dell'esercito statunitense e nel 1869 venne assegnato al 7th Cavalry Regiment degli USA, alle dipendenze del personaggio più controverso della storia statunitense, il tenente colonnello George Armstrong Custer.

### La battaglia di Little Big Horn, gli ultimi anni e la morte
Il 25 giugno 1876 Carlo Di Rudio, assegnato alle squadre del capitano Marcus Reno, partecipò alla celebre Battaglia del Little Bighorn, che vide impegnata la cavalleria statunitense nella campagna contro le tribù dei Sioux, Hunkpapa, Oglala al comando di Toro Seduto e dei Cheyenne capeggiate da Cavallo Pazzo. Il tenente Di Rudio, che fu uno dei pochi superstiti del 7th Cavalry Regiment, nella battaglia eseguì diligentemente gli ordini che lo vedevano impegnato in una colonna parallela che doveva attaccare il campo dei nativi, ma si ritrovò presto circondato da migliaia di nativi agguerriti. Al Little Big Horn erano presenti altri "italiani" del 7º Cavalleggeri: il trombettiere Giovanni Martini, giovane recluta, salvatosi solo perché George Armstrong Custer lo mandò a chiedere rinforzi, il capo della banda del reggimento Felice Vinatieri, l'altro musicista Francesco (Frank) Lombardi, Agostino Luigi Devoto, Giovanni Casella, e ancora Alessandro Stella, Giuseppe Tulo, e Francesco Lambertini. Ve n'erano certo altri di cui oggi si è persa memoria.
Come uno dei pochi superstiti della battaglia, Di Rudio finì sulle prime pagine di tutti i giornali statunitensi, fra polemiche, insinuazioni, inchieste, testimonianze in aula. Il suo valore e il suo corretto comportamento militare alla fine furono tuttavia riconosciuti. Trasferito ad altri incarichi, fu assegnato nelle terre del Nordovest. Qui Carlo Di Rudio, ormai capitano, partecipò tra luglio e ottobre 1877 alla guerra dei Nasi Forati che si concluse con l'epico inseguimento a Capo Giuseppe, il nativo Nez Percé, che era riuscito a tenere in scacco l'esercito americano con i suoi pochi guerrieri e la sua disperata fuga verso il Canada.
Giunto in Texas con nuovi incarichi logistici, l'ormai anziano soldato italiano riuscì a conoscere anche il grande Geronimo degli Apache Chirichaua e nella ormai tranquilla guarnigione di frontiera, nel 1896, a 64 anni d'età, egli raggiunse la pensione. Ritiratosi a San Francisco, nel 1904 gli fu riconosciuto il grado di maggiore. Carlo Di Rudio morì il 1º novembre del 1910 a Pasadena (California) assistito dalle tre figlie Italia, Roma e America, in un letto sovrastato dai ritratti dei suoi tanto amati compagni d'avventura: Pier Fortunato Calvi e Giuseppe Mazzini. Oggi riposa nel Cimitero Nazionale di San Francisco, California.

## Controversie sull'attentato a Napoleone III

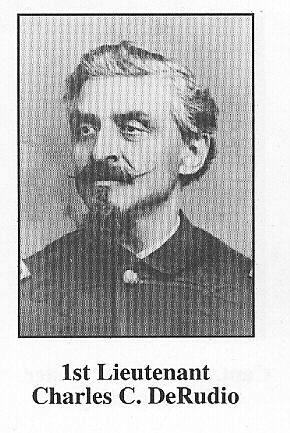

Di Rudio fu anche al centro di un mistero che non è ancora stato completamente svelato e riguarda i nomi di tutti i componenti del famoso attentato a Napoleone III di Francia. Difatti allo storico Paolo Mastri, che gli scrisse nel 1908 poco prima della morte chiedendogli precisazioni sull'attentato dell'Orsini del 1858, Di Rudio rispose di aver visto personalmente Felice Orsini consegnare una delle sue bombe nientemeno che a Francesco Crispi, futuro capo del Governo italiano. Inoltre Di Rudio sostenne che sarebbe stato proprio Crispi e non Orsini a lanciare la terza ed ultima bomba contro il corteo imperiale (le altre due erano state lanciate, una dallo stesso Di Rudio e l'altra da Gomez). L'esplosiva rivelazione scatenò una furiosa polemica internazionale, che dall'Italia fu ripresa anche dai giornali francesi. I parenti di Crispi, nel frattempo morto, la bolleranno come fantasie senili; altri lo difenderanno.
Gli storici odierni sembrano non dar peso storico alle affermazioni di Di Rudio in quanto Crispi era sì effettivamente a Parigi il giorno dell'attentato, ove venne arrestato e quindi espulso dalla Francia, ma la descrizione fisica che ne dà Di Rudio, evocandolo con i grossi baffi dell'età matura, stride con il fatto che Crispi portava allora una folta barba. Ma soprattutto, visto che a quell'epoca Crispi era ancora politicamente legato a Mazzini, il maggior nemico di Orsini, che lascerà solo due anni dopo per unirsi a Garibaldi nella spedizione in Sicilia, è poco probabile ipotizzare una partecipazione all'attentato del futuro presidente del Consiglio.